# Psarandonis
Psarandonis, Psarantonis (gr. Ψαραντώνης), właściwie Andonis Ksiluris (gr. Αντώνης Ξυλούρης) (ur. 6 września 1937 w Anoi na Krecie) − grecki piosenkarz, instrumentalista i kompozytor, grający na lirze kreteńskiej.
Andonis Ksiluris urodził się w 1937 roku w wiosce Anoja na Krecie. Jest młodszym bratem Nikosa Ksilurisa (Psaronikosa) i starszym Janisa Ksilurisa (Psarojanis), również znanych muzyków. Jego syn, Jorgos Ksiluris (Psarojorjis) także jest muzykiem grającym na lutni.
Psarandonis gra na różnorakich tradycyjnych instrumentach, choć jego charakterystycznym instrumentem jest lira, na której pierwszy raz zagrał w wieku 13 lat. Mając 22 lata, w 1964, nagrał swój pierwszy singiel, "I Thought of Denying You" (gr. Εσκέφτηκα να σ' αρνηθώ). W 1982 roku wystąpił na festiwalu muzycznym w Kolonii, zorganizowanym przez telewizję WDR. W 1984 grał w Berlinie z okazji 750 rocznicy założenia miasta. W 2005 roku grał w Nowym Jorku podczas obchodów 20 rocznicy założenia Światowego Instytutu Muzycznego, a w 2007, jako pierwszy Grek, na festiwalu rockowym "All Tomorrow's Parties" w Minehead Wielka Brytania. Dwa lata później zespół Nick Cave and the Bad Seeds zaprosił go na kolejną edycję festiwalu w Brisbane, Sydney i Mount Buller (Australia). Psarandonis współpracował również z zespołem Daemonia Nymphe i włoskim muzykiem Vinicio Caposselą.

## Dyskografia
- 1973: Κρητική Ξαστερία
- 1976: Η Μάχη της Κρήτης
- 1976: Πηγές
- 1978: Σαϊτέματα
- 1982: Αναστορήματα
- 1983: Οι ρίζες μου
- 1985: Εκτός Εαυτού
- 1986: Να κάμω θέλω ταραχή
- 1989: Τα μεράκια του Ψαραντώνη
- 1990: Από φλόγες η Κρήτη ζωσμένη
- 1991: 30 Χρόνια Ψαραντώνης
- 1991: Μαθήματα Πατριδογνωσίας
- 1991: Ο γιος του Ψηλορείτη - Son of Psiloritis
- 1994: Παλιό κρασί 'ναι η σκέψη μου - My thoughts are like old wine
- 1995: Μουσική Ανοιξη
- 1996: Από Καρδιάς - De Profundis
- 1997: Cretan Music - The way of Psarantonis
- 1998: Νογώ - I reckon reflexions
- 1999: Ιδαίον Άνδρον -Idaion Antron
- 2000: Τέσσερις Δρόμοι για τον Ερωτόκριτο
- 2000: Λεόντιος Μαχαιράς - Χρονικό της Κύπρου (Μουσική Ψαραντώνης)
- 2000: Χαϊνιδες - Ο Ξυπόλυτος Πρίγκιπας
- 2001: Νίκος Κυπουργος -Τα Μυστικά του Κήπου
- 2002: Ριζίτικα - Rizitika
- 2002: Παπά-Στεφανής ο Νίκας-Αγρίμι και Κοράσο
- 2007: Ψαραντωνης & Βασίλης Σκουλάς - Άνθη του Χρόνου
- 2007: Να 'χεν η Θάλασσα βουνά - Had the Sea mountains
- 2008: Αντάρτες των βουνών - Mountain rebels
- 2009: Εκειά που θέλω